# Саггарт

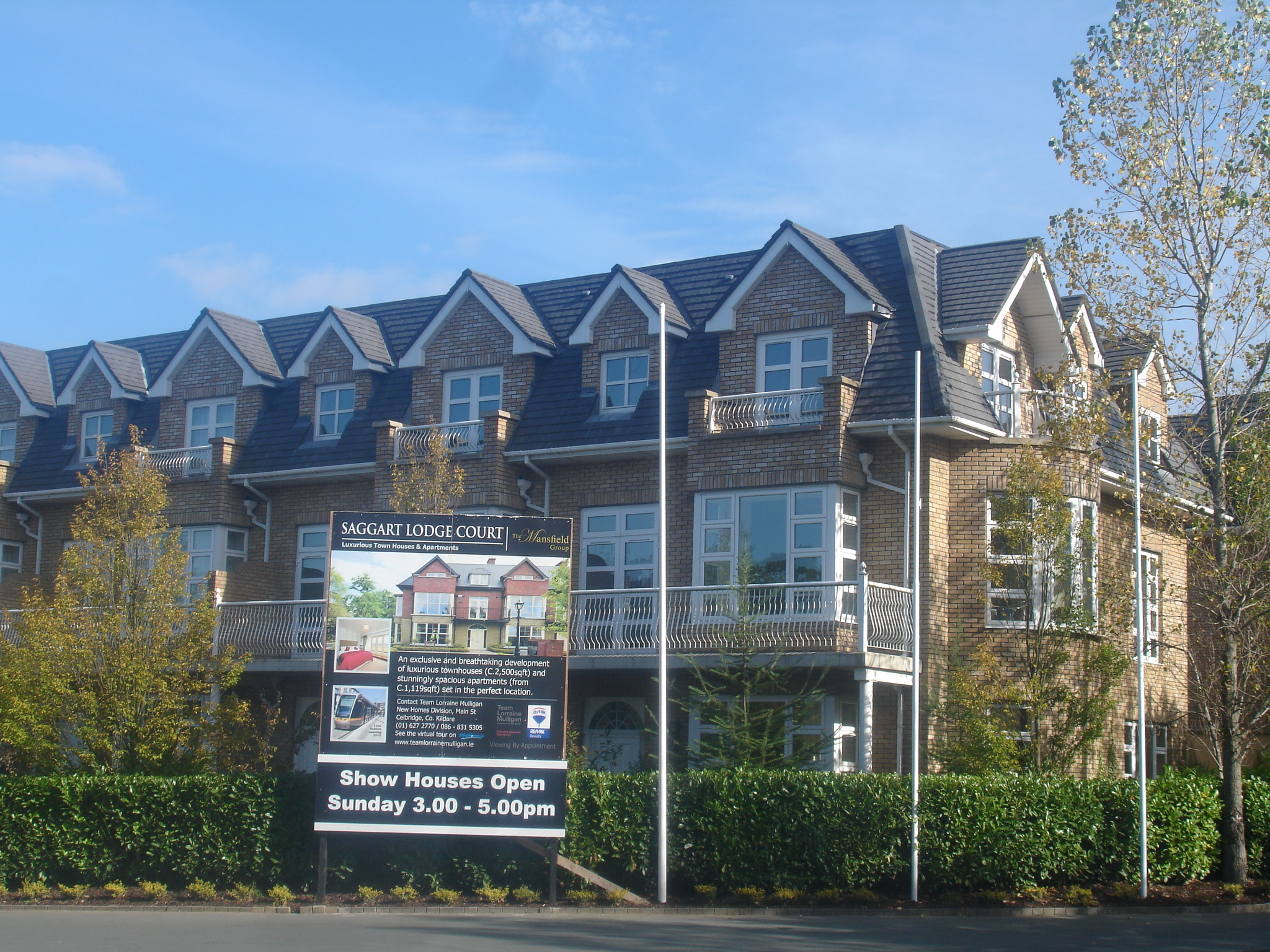
Только что построенный многоквартирный дом в Саггарте.

Саггарт (англ. Saggart; ирл. Teach Sagard) — деревня в Ирландии, находится в графстве Южный Дублин (провинция Ленстер). Через деревню проходит важная магистраль — N7.

## История
Монах Мосакра основал поселение Сэггарт в начале седьмого столетия. Название Сэггарт происходит от Sacra, что означает «дом Мосакра» в ирландском.
Монастырь существовал в поселении ещё в VII веке.
В 1207 здесь разместился собор Святого Патрика. В 1615 году был объявлен ремонт церкви, длившийся 15 лет. Затем церковь посещали протестантские прихожане. Нынешняя церковь была построена в 1847.

## Демография
Население — 868 человек (по переписи 2006 года). В 2002 году население было 588 человек. 
Данные переписи 2006 года:
| Общие демографические показатели |               |                               |                               |      |      |
| Всё население                    | Всё население | Изменения населения 2002—2006 | Изменения населения 2002—2006 | 2006 | 2006 |
| 2002                             | 2006          | чел.                          | %                             | муж. | жен. |
| 588                              | 868           | 280                           | 47,6                          | 465  | 403  |